# Diopos
Diopos, auch Diopus (altgriechisch Δίοπος) war ein korinthischer Tonbilder aus dem 7. Jahrhundert v. Chr.
Diopos war wie die Künstler Eucheir und Eugrammos Begleiter des Bakchiaden Demaretos, nachdem Kypselos die Bakchiaden als Beherrscher von Korinth gestürzt hatte. Mit seinen Begleitern floh er um das Jahr 657 v. Chr. nach Etrurien. Nach Plinius dem Älteren führte er mit seinen Handwerkerkollegen bei den Etruskern die Kunst der Fertigung von Tonplastiken ein.

## Belege
1. ↑  Plinius der Ältere, Naturgeschichte 35,152.

| Personendaten    | Personendaten                                      |
| ---------------- | -------------------------------------------------- |
| NAME             | Diopos                                             |
| ALTERNATIVNAMEN  | Δίοπος (altgriechisch); Diopus                     |
| KURZBESCHREIBUNG | korinthischer Tonbilder                            |
| GEBURTSDATUM     | 7. Jahrhundert v. Chr. oder 6. Jahrhundert v. Chr. |
| STERBEDATUM      | 6. Jahrhundert v. Chr. oder 5. Jahrhundert v. Chr. |